# 滕玉芬
滕玉芬（1945年—），汉族，中华人民共和国政治人物、第十一届全国政协委员。
加入中国农工民主党，担任农工党中央委员、新疆维吾尔自治区委主委、新疆维吾尔自治区人民医院。2008年，当选第十一届全国政协委员，代表中国农工民主党，分入第十组。